# Bryum leptocladon
Bryum leptocladon är en bladmossart som beskrevs av Sullivant 1861. Bryum leptocladon ingår i släktet bryummossor, och familjen Bryaceae. Inga underarter finns listade i Catalogue of Life.